# K Desktop Environment 2
K Desktop Environment 2 або KDE 2 — другий реліз середовища стільниці KDE. Усього було три релізи цієї версії.

## Основні нововведення
K Desktop Environment вносить значні технологічні удосконалення у порівнянні з його попередником:
- DCOP (від Desktop COmmunication Protocol), комутаційний клієнт-клієнт протокол посередництва сервера за стандартом бібліотеки ICE X11.[1]

- KIO (від KDE Input/Output), система вводу-виводу. Вона прозора і може отримувати доступ за протоколами HTTP, FTP, POP, IMAP, NFS, SMB, LDAP та до локальних файлів. Окрім того, його конструкція дає можливість розробникам додавати інші протоколи (такі як WebDAV), які після цього автоматично доступні для усіх застосунків KDE. KIO також може знайти обробники для специфічних типів MIME, які можуть бути вбудованому застосунку, використовуючи технологію KParts.[1]

- KParts, COM, яка дозволяє застосунку бути вбудованим у інший. Технологія охоплює усі аспекти вбудовування, такі як позиціонування панелей інструментів та вставка відповідних меню, коли вмонтований компонент активований або дизактивований. KParts також може взаємодіяти із KIO для знаходження доступних обробників для специфічних MIME типів або сервісів/протоколів.[1]

- KHTML, HTML 4.0 - сумісний двигун рендерінга та відрисовки. Підтримує чисельні Інтернет-технології, у тому числі JavaScript, Java, HTML 4.0, CSS 2 та SSL для безпечного зв'язку. Він сумісний із плагінами Netscape, такими як Flash. KHTML також має можливість бути вбудованим у інші застосунки, використовуючи технологію KParts.[1]

## K Desktop Environment 2.0
Було презентовано Konqueror, веббраузер, файловий менеджер та переглядач документів. Він використовує KHTML для відображення вебсторінок.
K Destop Environment 2 також поставляється із першою версією набору KOffice, у який входять редактор електронних таблиць KSpread, редактор векторної графіки KIllustrator, текстовий процесор KWord, редактор презентацій KPresentor та редактор схем і графіків KChart. Формати файлів були засновані на XML. KOffice включав у себе скриптову мову програмування та можливість вбудовування окремих компонентів один в одного, використовуючи технологію KParts.

## K Desktop Envirovment 2.1
У K Desktop Environment 2.1 було представлено медіаплєр Noatun із модульним дизайном з підтримкою плаґінів. Для розробки у K Desktop Environment 2.1 було представлено KDevelop.

## K Desktop Environment 2.2
K Desktop Environment поліпшує на 50% час запуску застосунків на системах GNU/Linux та покращує стабільність і можливості для рендерінгу HTML та JavaScript. Декілька нових плаґінів було додано у Konqueror. KMail отримав додаток підтримки IMAP (включаючи SSL та TLS). KOrganaiser отримав натівну підтримку iCalendar. Інші поліпшення включали нову, засновану на плаґінах, архітектуру друку та майстри персоналізації.

## Історія випусків
| Дата                   | Подія            |
| 2.0                    | 2.0              |
| 23 жовтня 2000 року    | Випуск KDE 2.0   |
| ---------------------- | ---------------- |
| 5 грудня 2000 року     | Випуск KDE 2.0.1 |
| 2.1                    |                  |
| 26 лютого 2001 року    | Випуск KDE 2.1   |
| 27 березня 2001 року   | Випуск KDE 2.1.1 |
| 30 квітня 2001 року    | Випуск KDE 2.1.2 |
| 2.2                    |                  |
| 15 серпня 2001 року    | Випуск KDE 2.2   |
| 19 вересня 2001 року   | Випуск KDE 2.2.1 |
| 21 листопада 2001 року | Випуск KDE 2.2.2 |

## Виноски
1. 1 2 3 4 5  KDE 2.0 Release Announcement. Архів оригіналу за 31 січня 2011. Процитовано 27 березня 2015.
2. ↑  KDE 2.1 Release Announcement. Архів оригіналу за 19 грудня 2010. Процитовано 27 березня 2015.
3. ↑  KDE 2.2 Release Announcement. Архів оригіналу за 19 грудня 2010. Процитовано 27 березня 2015.
4. ↑  KDE Announcements. Архів оригіналу за 7 березня 2008. Процитовано 27 березня 2015.